# Carl Bürkle

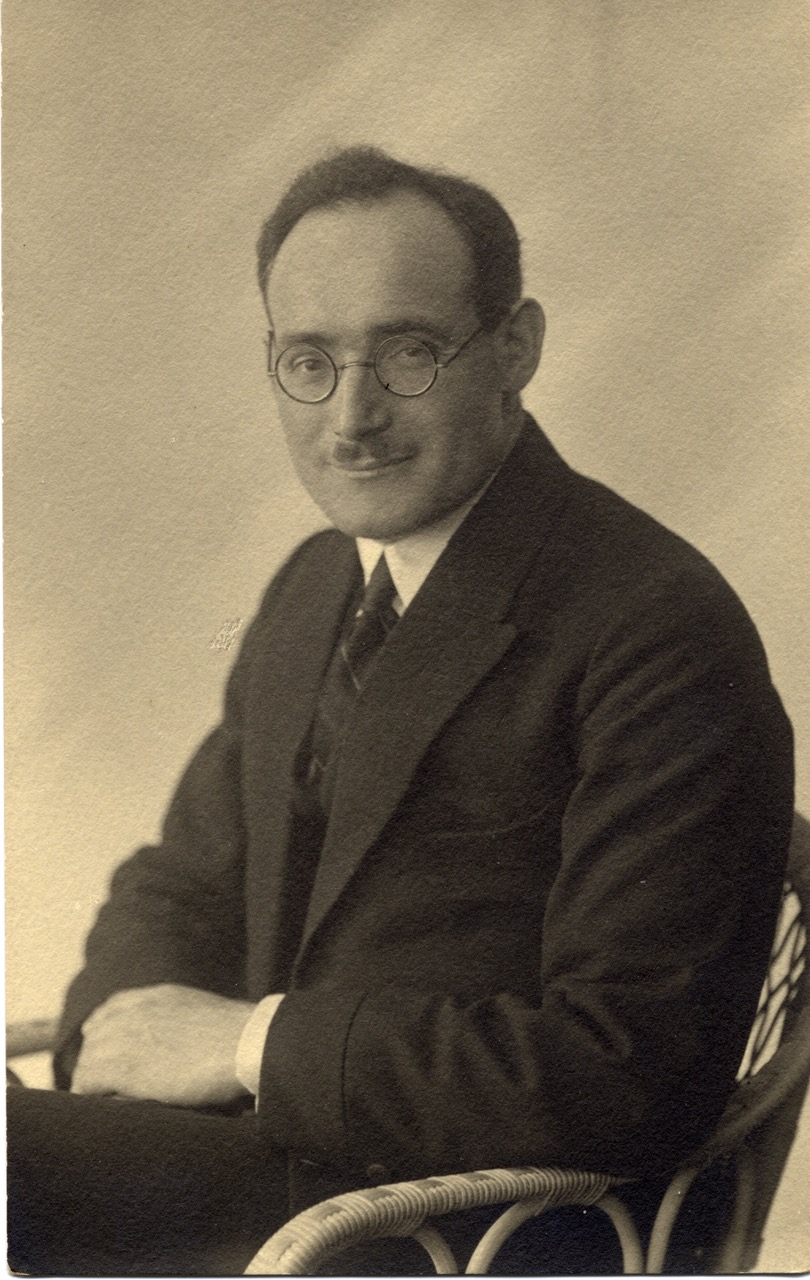
Carl Bürkle, um 1925

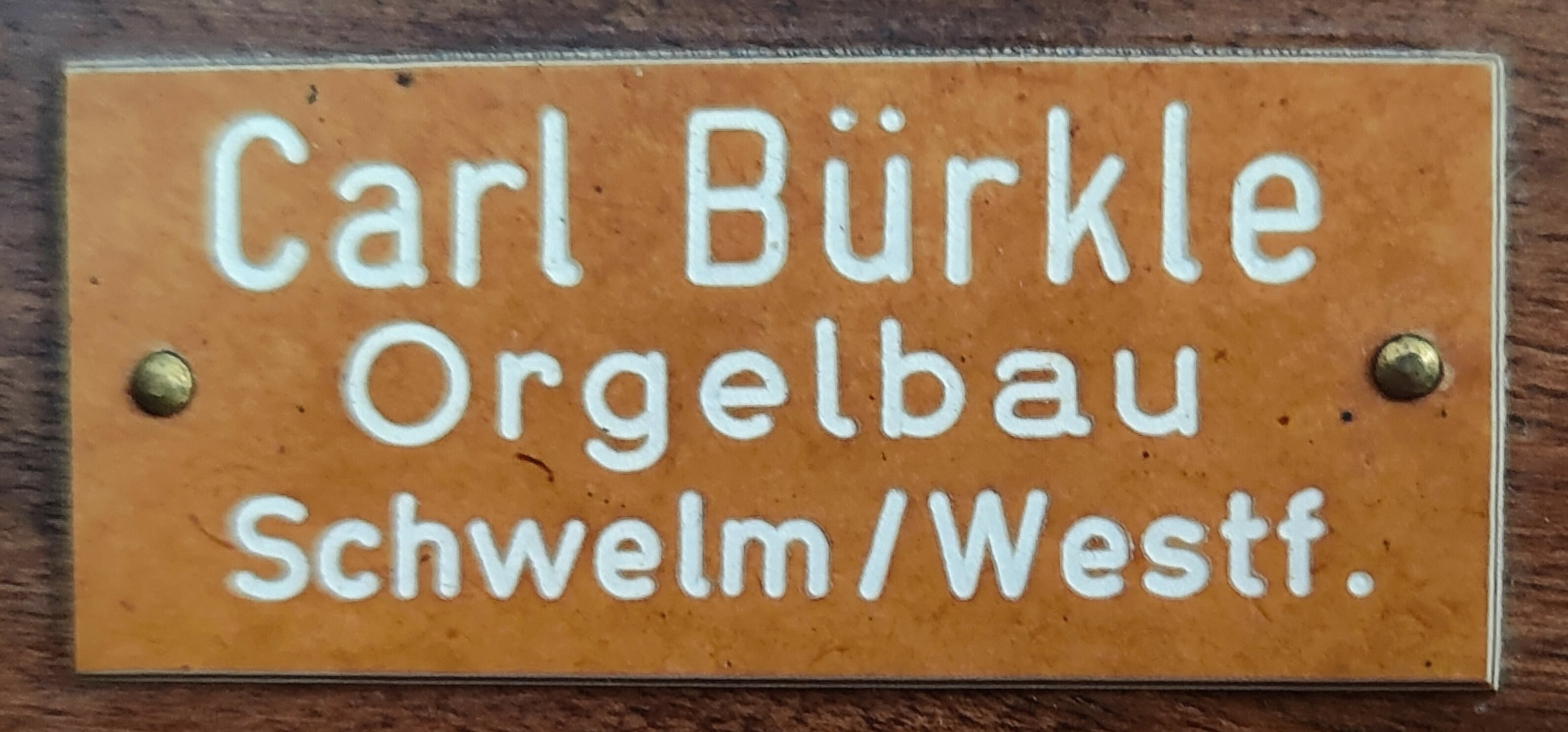
Firmenschild in Düsseldorf (1960)

Carl Gottlieb Bürkle (* 12. Oktober 1890 in Ludwigsburg; † 8. November 1960 in Schwelm) war ein deutscher Orgelbauer.

## Leben
Carl Bürkle (laut Taufeintrag: Karl Gottlieb Bürkle, er selbst bevorzugte die Schreibweise Carl) war der älteste Sohn des Schreiners Ernst Bürkle, der beim Orgelbauer Eberhard Friedrich Walcker beschäftigt war.
Bereits 1904 begann er eine Lehre bei der Orgelbauanstalt E.F. Walcker & Co. in Ludwigsburg; zugleich besuchte er die gewerbliche und kaufmännische Fortbildungsschule. Im Mai 1910 begannen die Wanderjahre Carl Bürkles, in dieser Zeit war er unter anderem bei den Gebrüder Mayer in Feldkirch (Vorarlberg) und Albert Reiser (Biberach) sowie in Südtirol, Krain, Tirol, der Schweiz und Schwaben tätig.
Von der deutschen Mobilmachung zum 2. August 1914 erfuhr er als Angestellter des Orgelbaus Kuhn in Männedorf am Zürichsee und kehrte dann nach Deutschland zurück. Ab November 1915 diente er im Infanterie-Regiment „Alt-Württemberg“ (3. Württembergisches) Nr. 121, unter anderem in Nordfrankreich, Flandern und in Italien. Am 11. August 1917 wurde ihm das Eiserne Kreuz 2. Klasse verliehen, zum 24. Dezember 1918 wurde er als „planmäßiger Gefreiter“ aus der Armee entlassen.
Ab Mitte Januar 1919 war er beim Orgelbau Schaefer in Creglingen tätig, danach beim Orgelbau Koulen in Augsburg. Nach Einstellung des Betriebs 1921 war Carl Bürkle noch einige Zeit selbstständig in Augsburg tätig. Im Juni 1923 wurde er wieder bei der Firma Orgelbau Kuhn angestellt. Von Oktober 1926 bis Ende 1931 war er beim Orgelbau Eule in Bautzen tätig. Dort intonierte er u. a. folgende noch existierende Orgeln: Trinitatiskirche in Meißen-Zscheila (1928), Kirche St. Nicolai in Döbeln (1929/30) und Kirche St. Aegidien in Frankenberg (1930).
Während seiner Zeit in Bautzen heiratet Carl Bürkle 1928 die Bautzener Bürgerstochter Hildegart Klaebe. Ende Mai 1929 bestand er seine Prüfung zum Orgelbaumeister vor der Gewerbekammer Zittau, die er sowohl praktisch als auch theoretisch mit Note „sehr gut“ absolvierte. Von 1932 bis 1938 war er als Orgelbaumeister bei dem Orgelbauunternehmen Metzler in Dietikon angestellt. Seine erste dortige Intonation war an der Orgel der Alten Kirche Albisrieden 1932. Diese Orgel existiert nicht mehr.
Aufgrund der Furcht vor Ausweisung oder Internierung als feindlicher Ausländer erfolgte im Mai 1938 seine Übersiedlung zurück nach Deutschland als angestellter Orgelbaumeister bei der Orgelbauanstalt Paul Faust in Schwelm. Ab September 1941 war Bürkle Mitinhaber der Orgelbauanstalt Paul Faust, nach dessen Tod im Februar 1953 übernahm er den Orgelbaubetrieb unter dem Namen „Schwelmer Orgelbau Carl Bürkle“. In diese Zeit fallen der Bau, die Reparatur und Instandsetzung zahlreicher Orgeln im Rheinland und Westfalen.
Carl Bürkle verstarb 1960 an den Folgen eines Schlaganfalls.
Die Firma Carl Bürkle wurde nach seinem Tod von Ehefrau Hildegart und Tochter Hildegund zunächst weitergeführt, viele der erhaltenen Bürkle-Orgeln stammen tatsächlich aus dieser Zeit, waren aber meist noch von Carl Bürkle selbst geplant. 1974 erfolgte der Verkauf des Betriebes an Jürgen Dahlbüdding, einem Schüler Carl Bürkles, der die Firma bis 1982 unter dem Namen „Schwelmer Orgelbau Jürgen Dahlbüdding KG“ weiterführte.

## Werkliste (Auswahl)
| Jahr | Ort                 | Gebäude                               | Bild | Manuale | Register | Bemerkungen                                                                                   |
| ---- | ------------------- | ------------------------------------- | ---- | ------- | -------- | --------------------------------------------------------------------------------------------- |
| 1922 | Schrattenbach       | St. Nikolaus                          |      | I/P     | 7        | Umbau und Erweiterung der Balthasar-Pröbstl-Orgel um ein Register                             |
| 1951 | Wuppertal           | Erlöserkirche                         |      | II/P    | 25       |                                                                                               |
| 1957 | Sonsbeck            | Neuapostolische Kirche                |      | I/P     | 7        | 2009 umgesetzt in die NAK Rommelshausen (Link), erweitert um ein Register → Orgel             |
| 1957 | Hünxe               | Evangelische Kirche                   |      | II/P    | 15       | 1982 Renovierung und neues Gehäuse durch Orgelbau Stahlhuth, 1984 Erweiterung um ein Register |
| 1960 | Düsseldorf          | Freie Evang. Gemeinde                 |      | II/P    | 10       | → Orgel                                                                                       |
| 1962 | Wuppertal-Elberfeld | St. Marien                            |      | III/P   | 30       | → Orgel                                                                                       |
| 1963 | Wuppertal           | Evang. Gemeindesaal Beckacker         |      | II/P    | 12       |                                                                                               |
| 1963 | Wuppertal           | Evang.-Freikirchliche Baptistenkirche |      | II/P    | 17       |                                                                                               |
| 1964 | Wuppertal           | Friedhofskapelle Hugostraße           |      | II/P    | 10       |                                                                                               |
| 1967 | Hohenlimburg        | Reformierte Kirche                    |      | II/P    | 21       |                                                                                               |